# Кадыров, Имам-Гали Галимович
 Кадыров Имам-Гали Галимович (24 марта 1898, д. Карамалы-Тамак Белебеевского уезда Уфимской губернии — 2 мая 1969, г. Уфа) — хирург, доктор медицинских наук (1939), председатель Верховного Совета Башкирской СССР 2-го и 3-го Созывов (1947—1955). Главный онколог Министерства здравоохранения БАССР, Заслуженный деятель науки БАССР (1947).

## Биография
Кадыров Имам-Гали Галимович родился 24 марта 1904 года в деревне Карамалы-Тамак Белебеевского уезда Уфимской губернии, ныне деревня Картамак Буздякского района РБ.
Окончил Ленинградскую военно-медицинскую академию, где был учеником профессора В. А. Оппеля.
Участник гражданской войны. Служил в Красной Армии полковым врачом (1926—1929). В 1929—1930 годах — нарком здравоохранения БАССР.
В 1939 году защитил докторскую диссертацию, профессор (1940), заведующий хирургической клиникой.
С 1941 по 1967 год — зав. кафедрой факультетской хирургии Башкирского медицинского института, одновременно — главный онколог Министерства здравоохранения БАССР.
Во время Великой Отечественной войны был ст. хирургом и консультантом эвакогоспиталей БАССР.
Область научной деятельности Кадырова — патологоанатомические изменения при заболеваниях кишечника, требующие хирургического лечения, раковые заболевания.
Имам-Гали Галимович подготовил 4 доктора и 12 кандидатов наук.
Кадыров Имам-Гали Галимович был кандидатом в члены Башкирского ЦИКа 7 Созыва, депутатом Уфимского горсовета (1939—1955 гг.), депутатом Верховного Совета СССР 4-го Созыва (1955), Председателем Верховного Совета Башкирской СССР 2-го и 3-го Созывов (1947—1955).

## Труды
Кадыров Имам-Гали Галимович — автор более 100 научных трудов.
Обтурационный илеус: Экспериментальное исследование. Уфа, 1942.

## Память
В память о профессоре Кадырове Имам-Гали Галимовиче в 2011 году установлены мемориальные доски на доме в деревне Карамалы-Тамак Буздякского района Республики Башкортостан, где он родился и жил и на здании Республиканской клинической больницы имени Г. Г. Куватова, где он много лет трудился. Скульптором Закировым Ильдусом установлен бюст в 2019 году в г. Уфе, в новом учебном корпусе № 3 БГМУ, который теперь носит его имя.

## Награды и звания
Два ордена Ленина (22.03.1949, 1953), Заслуженный деятель науки БАССР (1947).